# 第1次ジャン＝マルク・エロー内閣
第1次ジャン＝マルク・エロー内閣（だい1じジャン＝マルク・エローないかく、フランス語: Premier Gouvernement Jean-Marc Ayrault）は、ジャン＝マルク・エローが首相に任命され、2012年5月15日から同年6月18日まで続いたフランスの内閣である。

## 概要
フランス第五共和政下における35代目の内閣であり、フランソワ・オランド大統領政権下における最初の内閣である。

### 組閣の経緯
2012年5月6日、大統領選挙の第2回投票が実施され、社会党所属のフランソワ・オランドが国民運動連合所属で現職のニコラ・サルコジを下して当選した。
5月10日に第3次フィヨン内閣は総辞職し（同月15日まで職務執行）、同月15日にオランド新大統領が就任すると、社会党所属の国民議会議員で国民議会社会党会派会長のジャン＝マルク・エローを首相に任命して新たに組閣を命じ、第1次エロー内閣が成立した。ジョスパン内閣以来10年ぶりとなる社会党内閣である。
5月16日、オランド大統領はエロー首相の提案に基づき、首相以外の閣僚を任命した。

### 初閣議
5月17日、新内閣の初めての閣議が開催され、以下のことが取り決められた。
- オランド大統領の選挙公約であった、大統領および首相以下の全閣僚の給与の30%削減
- 閣僚の兼職[注釈 1]を禁止する「倫理憲章」への署名
- あらゆる利害対立に対する閣僚の関与の禁止

### 国民議会選挙と総辞職
2012年6月、国民議会選挙が実施された。第1次エロー内閣からは25人の閣僚が出馬しており、エロー首相は選挙で落選した閣僚には辞任を求めていた。
選挙は6月10日に第1回投票、6月17日に第2回投票が実施され、第1回投票ではエロー首相を含む6人の閣僚が当選し、第2回投票では残りの19人の閣僚全員が当選を果たした。
選挙の結果、社会党を中心とする左派勢力は先の大統領選挙に引き続き勝利を収めたが、選挙後の6月18日に第1次エロー内閣は慣例により総辞職した。同日、オランド大統領はエロー前首相を首相に再任して新たに組閣を命じ、第2次エロー内閣が成立した。

## 構成
第1次エロー内閣はエロー首相と18人の大臣（ministre）ならびに16人の担当大臣（ministre délégué）により構成される。

### 性別
大臣18人中9人、担当大臣16人中8人といずれも半数が女性であり、エロー首相を除く閣僚は男女17人ずつの同数となっている。これはオランド大統領の選挙公約に従ったものであり、閣僚が男女同数となるのはフランスの内閣として初めてのことである。しかし、重要ポストには依然として男性が就任しているとAFPは論評している。

### 所属政党
オランド大統領およびエロー首相が所属する社会党からの入閣者が大半を占めるが、先の大統領選挙の決選投票においてオランドに協力した左翼急進党およびヨーロッパ・エコロジー・緑の党からも入閣している。
- 社会党所属: エロー首相、大臣16人、担当大臣13人
- 左翼急進党所属: 大臣1人、担当大臣1人
- ヨーロッパ・エコロジー・緑の党所属: 大臣1人、担当大臣1人
- 左翼諸派所属: 担当大臣1人

### 出身分野
- 国民議会議員: エロー首相、大臣12人、担当大臣9人
- 元老院議員: 大臣1人
- 欧州議会議員: 大臣2人、担当大臣2人
- 地域圏議会議員: 大臣5人（うち2人は地域圏議会議長）、担当大臣3人
- 県議会議員: 大臣3人（うち2人は県議会議長）、担当大臣1人
- パリ議会議員: 大臣3人（うち1人は区長、1人は副区長）
- 市議会議員: エロー首相（市長）、大臣7人（うち3人は市長、2人は都市圏共同体議長、1人は副市長）、担当大臣4人（すべて市長）
- 民間: 担当大臣1人

### 閣僚経験者
第1次エロー内閣の閣僚35人中、過去に閣僚経験を持つ者は以下の5人である。
- ローラン・ファビウス: 元首相（1984年 - 1986年）、元経済・財務・産業大臣（ジョスパン内閣、2000年 - 2002年）
- ピエール・モスコヴィシ: 元ヨーロッパ問題担当大臣（ジョスパン内閣、1997年 - 2002年）
- ミシェル・サパン: 元経済・財務大臣（ベレゴヴォワ内閣、1992年 - 1993年）、元公務員・国家改革大臣（ジョスパン内閣、2000年 - 2002年）
- ジャン＝イヴ・ル・ドリアン: 元海洋担当副大臣（クレッソン内閣、1991年 - 1992年）
- マリリーズ・ルブランシュ: 元中小企業・商業・手工業・消費担当副大臣（ジョスパン内閣、1997年 - 2000年）、元国璽尚書、司法大臣（ジョスパン内閣、2000年 - 2002年）

### 年齢
いずれも組閣時点。
- 平均年齢
  - 全閣僚: 52歳
  - 大臣（エロー首相を含む）: 54歳
  - 担当大臣: 50歳
- 最年長
  - 大臣（エロー首相を含む）: ローラン・ファビウス（65歳）
  - 担当大臣: ミシェル・ドロネ（65歳）
- 最年少
  - 大臣（エロー首相を含む）: ナジャット・ヴァロー＝ベルカセム（34歳）
  - 担当大臣: シルヴィア・ピネル（34歳）

## 閣僚
- 職名の日本語表記は在日フランス大使館の訳による。
- 首相は2012年5月15日任命。その他の閣僚は同年5月16日任命。

| 所属政党: 社会党 左翼急進党 ヨーロッパ・エコロジー・緑の党 左翼諸派 |

### 首相
| 職名 | 氏名 | 氏名                                     | 所属政党 | 所属政党 |
| ---- | ---- | ---------------------------------------- | -------- | -------- |
| 首相 |      | ジャン＝マルク・エロー Jean-Marc Ayrault |          | 社会党   |

### 大臣
| 職名                                     | 氏名 | 氏名                                                    | 所属政党 | 所属政党                       |
| ---------------------------------------- | ---- | ------------------------------------------------------- | -------- | ------------------------------ |
| 外務大臣                                 |      | ローラン・ファビウス Laurent Fabius                     |          | 社会党                         |
| 国民教育大臣                             |      | ヴァンサン・ペイヨン Vincent Peillon                    |          | 社会党                         |
| 国璽尚書 司法大臣                        |      | クリスチャーヌ・トビラ Christiane Taubira               |          | ワルワリ 左翼急進党と選挙協力  |
| 経済・財務・貿易大臣                     |      | ピエール・モスコヴィシ Pierre Moscovici                 |          | 社会党                         |
| 厚生大臣                                 |      | マリソル・トゥーレーヌ Marisol Touraine                 |          | 社会党                         |
| 地域間平等・住宅大臣                     |      | セシル・デュフロ Cécile Duflot                          |          | ヨーロッパ・エコロジー・緑の党 |
| 内務大臣                                 |      | マニュエル・ヴァルス Manuel Valls                       |          | 社会党                         |
| エコロジー・持続可能開発・エネルギー大臣 |      | ニコル・ブリック Nicole Bricq                           |          | 社会党                         |
| 生産再建大臣                             |      | アルノー・モントブール Arnaud Montebourg                |          | 社会党                         |
| 労働・雇用・職業教育・労使対話大臣       |      | ミシェル・サパン Michel Sapin                           |          | 社会党                         |
| 国防大臣                                 |      | ジャン＝イヴ・ル・ドリアン Jean-Yves Le Drian           |          | 社会党                         |
| 文化・通信大臣                           |      | オレリー・フィリペティ Aurélie Filippetti               |          | 社会党                         |
| 高等教育・研究大臣                       |      | ジュヌヴィエーヴ・フィオラゾ Geneviève Fioraso          |          | 社会党                         |
| 女性権利大臣 政府報道官                  |      | ナジャット・ヴァロー＝ベルカセム Najat Vallaud-Belkacem |          | 社会党                         |
| 農業・農産物食品業大臣                   |      | ステファヌ・ル・フォル Stéphane Le Foll                 |          | 社会党                         |
| 国家改革・地方分権・公務員大臣           |      | マリリーズ・ルブランシュ Marylise Lebranchu             |          | 社会党                         |
| 海外県・海外領土大臣                     |      | ヴィクトラン・リュレル Victorin Lurel                   |          | 社会党                         |
| スポーツ・青少年・社会教育・市民活動大臣 |      | ヴァレリー・フールネロン Valérie Fourneyron             |          | 社会党                         |

### 担当大臣
| 職名                                                              | 氏名 | 氏名                                                  | 所属政党 | 所属政党                       |
| ----------------------------------------------------------------- | ---- | ----------------------------------------------------- | -------- | ------------------------------ |
| 経済・財務・貿易大臣付 予算担当大臣                               |      | ジェローム・カユザック Jérôme Cahuzac                 |          | 社会党                         |
| 国民教育大臣付 教育成功担当大臣                                   |      | ジョルジュ・ポー＝ランジュヴァン George Pau-Langevin  |          | 社会党                         |
| 首相付 国会関係担当大臣                                           |      | アラン・ヴィダリス Alain Vidalies                     |          | 社会党                         |
| 国璽尚書、司法大臣付副大臣                                        |      | デルフィーヌ・バト Delphine Batho                     |          | 社会党                         |
| 地域間平等・住宅大臣付 都市担当大臣                               |      | フランソワ・ラミ François Lamy                        |          | 社会党                         |
| 外務大臣付 ヨーロッパ問題担当大臣                                 |      | ベルナール・カズヌーヴ Bernard Cazeneuve              |          | 社会党                         |
| 厚生大臣付 高齢者・要介護者担当大臣                               |      | ミシェル・ドロネ Michèle Delaunay                     |          | 社会党                         |
| 生産再建大臣付 手工業・商業・観光担当大臣                         |      | シルヴィア・ピネル Sylvia Pinel                       |          | 左翼急進党                     |
| 経済・財務・貿易大臣付 社会的・連帯経済担当大臣                   |      | ブノワ・アモン Benoît Hamon                           |          | 社会党                         |
| 厚生大臣付 家族担当大臣                                           |      | ドミニック・ベルティノティ Dominique Bertinotti       |          | 社会党                         |
| 厚生大臣付 障害者担当大臣                                         |      | マリー＝アルレット・カルロティ Marie-Arlette Carlotti |          | 社会党                         |
| 外務大臣付 開発担当大臣                                           |      | パスカル・カンファン Pascal Canfin                    |          | ヨーロッパ・エコロジー・緑の党 |
| 外務大臣付 在外フランス人・フランコフォニー担当大臣               |      | ヤミナ・ベンギギ Yamina Benguigui                     |          | 左翼諸派                       |
| エコロジー・持続可能開発・エネルギー大臣付 運輸・海運経済担当大臣 |      | フレデリック・キュヴィエ Frédéric Cuvillier           |          | 社会党                         |
| 生産再建大臣付 中小企業・イノベーション・デジタル経済担当大臣     |      | フルール・ペルラン Fleur Pellerin                     |          | 社会党                         |
| 国防大臣付 退役軍人担当大臣                                       |      | カデル・アリフ Kader Arif                             |          | 社会党                         |